# بایتسوری
بایتسوری (انگلیسی: Baytsury) یک شهرک در بخش بوریسوفسکی استان بلگورود کشور روسیه است.